# Loja Dżirga
Loja Dżirga – Wielkie Zgromadzenie Narodowe, najwyższy organ władzy państwowej w którego skład wchodzą delegaci (starszyzna plemienna) z wszystkich prowincji Afganistanu.
Loja Dżirga zwoływana była nieregularnie. Do Kabulu Loja Dżirga została przeniesiona w 1793 roku. 14 grudnia 2003 zwołano Loję Dżirgę, by uchwalić nową Konstytucję Afganistanu. 502 delegatów obradując przez 10 dni do 4 stycznia 2004 po licznych sporach i nieporozumieniach przyjęło ostatecznie nową Konstytucję z opóźnieniem na drodze konsensusu, a pod wpływem militarnego przymusu.